# The Chieftains
The Chíeftains (читается Чи́фтэнс — «Вожди») — один из наиболее известных и популярных музыкальных коллективов Ирландии, выведший ирландскую народную музыку на мировую сцену. Коллектив основан в 1963 году, шестикратный лауреат премии Грэмми.
Название группы произошло от названия сборника рассказов «Смерть вождя» (англ. Death of Chieftain) ирландского писателя Джона Монтэйга. Само слово «chieftain» — перевод на английский гэльского слова «taoiseach», означающего главу клана.

## История
В 1962 году волынщик Пэдди Молони вместе со скрипачом Мартином Фэем, вистлером Шоном Поттсом, флейтистом Майклом Табриди, а также другом Молони боранистом Дэвидом Фоллоном собрались, чтобы записать альбом на студии Гареха А Бруна (Garech A Brun) Claddagh под именем The Chieftains. Музыканты были уже знакомы друг с другом с конца 50-х по работе в фолк-оркестре Шона О’Риады (Seán Ó Riada) Ceoltóirí Cualann и по совместным сейшнам друг с другом в Дублине и окрестностях. Альбом отражал новый подход к игре народной ирландской музыки — она интерпретировалась и аранжировалась по-новому. В то время чисто инструментальные записи были редким явлением — преобладала музыка, подобная творчеству коллективов Peter, Paul and Mary, The Dubliners, The Clancy Brothers с Томми Макемом (Tommy Makem). Аранжировать композиции было не принято и полагалось устаревшим.
Под именем The Chieftains группа выпустила следующий альбом только через 5 лет. В это время в группе начались первые изменения состава. В 1966 Падар Мёрсьер сменил уже пожилого Дэвида Фоллона на боуране, а в 1968 году в группу пришёл скрипач Шон Кин. Оба музыканта были знакомы Пэдди Молони и другим участникам коллектива по работе с Шоном О’Риадой (Seán Ó Riada) и Ceoltóirí Cualann. Ко времени выхода альбома Chieftains 2 путь группы был уже определён — традиционная музыка, но новаторская по духу. Ко времени выхода 3го альбома Chieftains 3 (1971) группа начала получать признание за свою свежую интерпретацию народного материала. Популярность группы росла по мере того, как любители народной музыки стали открывать её для себя заново в 1960-х на волнах «фолк-возрождения». Поклонниками музыки Chieftains в 60х-70х были, помимо прочих, Peter Sellers, Mick Jagger, Marianne Faithfull. Тем временем группа уверенно прокладывала себе дорожку к аудиториям Великобритании и Америки. Свой первый концерт в США, в Нью-Йорке они сыграли в 1972, затем последовали туры 1973 и 74 годов, несмотря на то, что группа была ещё «полупрофессионалной».
В процессе записи 4-го альбома Chieftains 4 в 1973 Пэдди Молони решил включить новый инструмент в звучание коллектива. Для обновления звучания он решил использовать арфу. Таким образом в состав вошёл Дерек Белл, музыкант-гобоист из Белфаста с классическим образованием. До своего постоянного участия в The Chieftains он несколько раз аккомпанировал группе на концертах и телепередачах. На Chieftains 4 Белл впервые появляется как полноправный член коллектива. Тем не менее, он продолжал работать в белфастском оркестре BBC, а в остальное время играл с Chieftains. Так продолжалось до тех пор, пока группа в 1975 не стала «профессиональной». Приход Белла во многом определил то звучание группы, к которому стремился Молони. На этом альбоме, кроме прочих, присутствовала замечательная композиция написанная О’Риадой и аранжированная Пэдди Молони, прекрасная мелодия Mná na hÉireann (Женщины Ирландии). Эта композиция стала настолько популярна, что звучала в эфире популярных радиостанций по всем Британским островам. Она также стала любовной темой в фильме Стэнли Кубрика Барри Линдон (Barry Lyndon) (1975). Фильм получил 5 академических наград, в том числе и за саундтрек, благодаря чему Chieftains получили ещё большее признание.
Успех Барри Линдона и все большая слава привели группу к награждению титулом Melody Maker’s Group of the Year for 1975 (Группа Года 1975) на который так же номинировались Rolling Stones и Led Zeppelin. Став популярными во всем мире, the Chieftains решили стать полностью профессиональным коллективом. Их первый концерт в этом качестве состоялся в 1975 году в Альберт Холле В Лондоне. Все билеты были распроданы! До этого времени все члены группы пытались работать на своих постоянных работах, а остальное время уделяли музыке как второй профессии. Вскоре после того как группа стала работать в режиме полной занятости, боуранист Падар Мёрсьер покинул её, и на его место пришёл дублинец Кевин Конефф. Он присоединился к коллективу в 1976 и привнес новую черту в звучание — помимо своей уникальной игры на боране Конефф — замечательный вокалист. Первый альбом с его участием — Bonaparte’s Retreat. В его исполнении зазвучали песни на английском и ирландском в стиле шан-нос (seán-nos) и лилтинг (lilting).
The Chieftains не ограничились саундтреком к Барри Линдону и в 1977 записали музыку к франко-ирландскому фильму The Purple Taxi (Un Taxi Mauve) Ива Буазе (Yves Boiset). Также на границе 70х-80х они записали музыку к нескольким документальным фильмам, например, Ireland Moving. Успех группы стал ещё более очевиден в 1978, когда группа завоевала свою первую Грэмми за альбом Chieftains 7 в категории Этническая Запись. Chieftains 7 был первым альбомом группы, записанном на студии CBS (Columbia). Этот альбом был знаковым для группы в том смысле, что каждый участник получил возможность аранжировать композицию для альбома. Следующий альбом Chieftains 8 ознаменовал наступление новой эры в истории группы, так как это последний альбом с участием вислера Шона Поттса и флейтиста Майкла Табриди — оба музыканта ушли из группы, чтобы сконцентрироваться на других делах. Чтобы заменить ушедшего Табриди, Пэдди Молони обратился к своему давнему знакомому — флейтисту Мэтту Моллою из графства Роскоммон, который в 1979 присоединился к группе. Моллой, бывший участник легендарных The Bothy Band и Planxty, впервые присутствует на альбоме Chieftains 9: Boil The Breakfast Early. Легко заметить, какой эффект он произвел своим появлением. Альбом был номинирован на Грэмми. С приходом Мэтта Моллоя начался один из самых плодотворных и славных периодов в истории The Chieftains. В 1979 м, открывая визит Папы Римского в Ирландию, группа играла в Феникс Парке в Дублине перед аудиторией в 1,35 миллиона человек.
Группа 6 раз получала премию Грэмми, номинировалась на неё 18 раз. В 2002 году группа получила BBC Radio 2 Folk Award.
Обложки первых четырёх альбомов были оформлены Эдвардом Дилэйни.

## Участники группы
Лидер группы — Пэдди Молони, он же автор большинства аранжировок. В начале истории группы состав часто менялся, устоявшись к 1979 году, когда Мэтт Моллой заменил Майкла Тёбриди. С тех пор и до 2002 в группе участвовали:
- Пэдди Моло́ни (Paddy Moloney) — ирландская волынка, тин-вистл, аккордеон, боуран
- Мэтт Молло́й (Matt Molloy) — ирландская флейта, тин-вистл
- Кевин Коне́фф (Kevin Coneff) — боуран, вокал
- Шон Кин † (Sean Keane)  — скрипка, тин-вистл
- Мартин Фэй (Martin Fay) — скрипка, альт, кости
- Де́рек Белл † (Derek Bell) — ирландская арфа, ирландские цимбалы, клавишные, гобой

В 2002 Мартин Фэй отказался от активного участия по состоянию здоровья.
Дерек Белл умер в 2002 во время гастролей в США.
Шон Кин умер в 2023 .

### Бывшие участники
- Шон Поттс (Sean Potts) — тин-вистл, кости, боуран
- Майкл Та́бриди (Michael Tubridy) — ирландская флейта, концертина, тин-вистл
- Па́дар Мёрсьер (Peadar Mercier) — боуран, кости
- Дэвид Фо́ллон (David Fallon) — боуран
- Ронни МакШэйн (Ronnie McShane) — перкуссия

## Дискография
- The Chieftains 1 (1963)
- The Chieftains 2 (1969)
- The Chieftains 3 (1971)
- The Chieftains 4 (1973)
- The Chieftains 5 (1975)
- The Chieftains 6: Bonaparte’s Retreat (1976)
- The Chieftains 7 (1977)
- The Chieftains Live!  (1977)
- The Chieftains 8 (1978)
- The Chieftains 9: Boil the Breakfast Early (1979)
- The Chieftains 10: Cotton-Eyed Joe (1981)
- The Year of the French (1982)
- Concert Orchestra (1982)
- The Chieftains in China (1985)
- Ballad of the Irish Horse (1986)
- Celtic Wedding (1987)
- In Ireland (1987) («James Galway and the Chieftains»)
- Irish Heartbeat — With Van Morrison (1988)
- The Tailor Of Gloucester (1988)
- A Chieftains Celebration (1989)
- Over the Sea To Skye: The Celtic Connection — With James Galway (1990)
- Bells of Dublin (1991)
- Another Country (1992)
- An Irish Evening (1992)
- The Celtic Harp: A Tribute To Edward Bunting (1993)
- The Long Black Veil (1995)
- Film Cuts (1996)
- Santiago (1996)
- Long Journey Home (1998)
- Fire in the Kitchen (1998)
- Tears of Stone (1999)
- Water From the Well (2000)[3]
- The Wide World Over (2002)
- Down the Old Plank Road: The Nashville Sessions (2002)
- Further Down the Old Plank Road (2003)
- The Long Black Veil (2004 Mobile Fidelity Gold CD reissue)
- Live From Dublin: A Tribute To Derek Bell (2005)
- The Essential Chieftains (2006)
- San Patricio (2010) (with Ry Cooder)